# Harpactea srednagora
Harpactea srednagora är en spindelart som beskrevs av Dimitrov och Lazarov 1999. Harpactea srednagora ingår i släktet Harpactea och familjen ringögonspindlar.
Artens utbredningsområde är Bulgarien. Inga underarter finns listade i Catalogue of Life.